# Гуи, Луи Жорж
Гуи, Луи Жорж (фр. Louis Georges Gouy, 1854—1926) — французский учёный-физик. Известен как один из создателей модели двойного электрического слоя (модель Гуи-Чапмена), которая используется при описании поверхностных и электрокинетических явлений. Член-корреспондент Французской Академии наук с 1901 года, академик — с 1913 года.

## Биография
Гуи родился в небольшом курортном городе Вальс-ле-Бен, к юго-западу от Лиона во Франции, расположенном на реке Ардеш. Сведений о его семье и полученном образовании очень мало. Во время обучения в Политехнической школе в Париже под руководством профессора Жюля Жамена проявился талант Гуи как экспериментатора. После окончания в январе 1878 года он и его близкий друг Пьер Кюри переехали в Сорбонну, где они получили места помощников по экспериментальной физике.
В этот период исследования Гуи посвящены природе и свойствам лучистой энергии. В 1879 году Гуи представил диссертацию по пламенной фотометрии, в которoй объединил свои теоретические взгляды и практические результаты по определению коэффициентов излучения и поглощения окрашенного пламени. В качестве помощника Гуи также преподавал физику, но инспекторы отмечали тяжеловесный характер его лекций.
В 1880 году Гуи сделал ряд важных открытий в оптике, которые продемонстрировали, как скорость и фаза световых волн зависит от характера среды и от их формы.
В 1883 году он получил место профессора в Лионском университете. Его интересы были широки и разнообразны. Он продолжил работать в области оптики, используя интерферометрию для исследования диффузии солей. Интерферометр Гуи-Жамена продолжает использоваться и сейчас в процессах ультрацентрифугирования биологических молекул. Его интересы в термодинамике привело его к изучению осмоса, диэлектриков, электрокапиллярности, поверхностных явлений и магнетизма. В 1888 году немецкий физик Георг Квинке сообщил, что мениск жидкости в капилляре движется под влиянием магнитного поля, связав это явление с магнитной восприимчивостью образца. В 1889 году Гуи получил выражение для взаимодействия цилиндра материала в однородном магнитном поле. Простота метода позволила стать ему стандартным способом измерения магнитной восприимчивости (метод Гуи, весы Гуи).
Гуи также исследовал броуновское движение — хаотичное движение коллоидно-дисперсных частиц, взвешенных в жидкости. Гуи показал, что интенсивность броуновского движения возрастает с уменьшением вязкости жидкости, никак не зависит от интенсивности освещения и внешнего электромагнитного поля. Он также пришел к выводу, что броуновское движение вызвано влиянием теплового движения молекул. Гуи оценил скорость броуновских частиц, она оказалась равной приблизительно одной стомиллионной молекулярной скорости. По его заключению, броуновское движение «является уникальным и должно иметь кардинальное значение для молекулярной физики». Но без теоретической базы исследования Гуи не имели развития. Мариан Смолуховский в 1905 году и Альберт Эйнштейн в 1906 году, не используя работы Гуи, независимо опубликовали математическую теорию броуновского движения, основанную на статистическом подходе. В 1913 году эта теория была экспериментально подтверждена Жаном Перреном.
После ухода из Лионского университета, Гуи вернулся в город своего рождения, где и умер в 1926 году.

## Научная работа

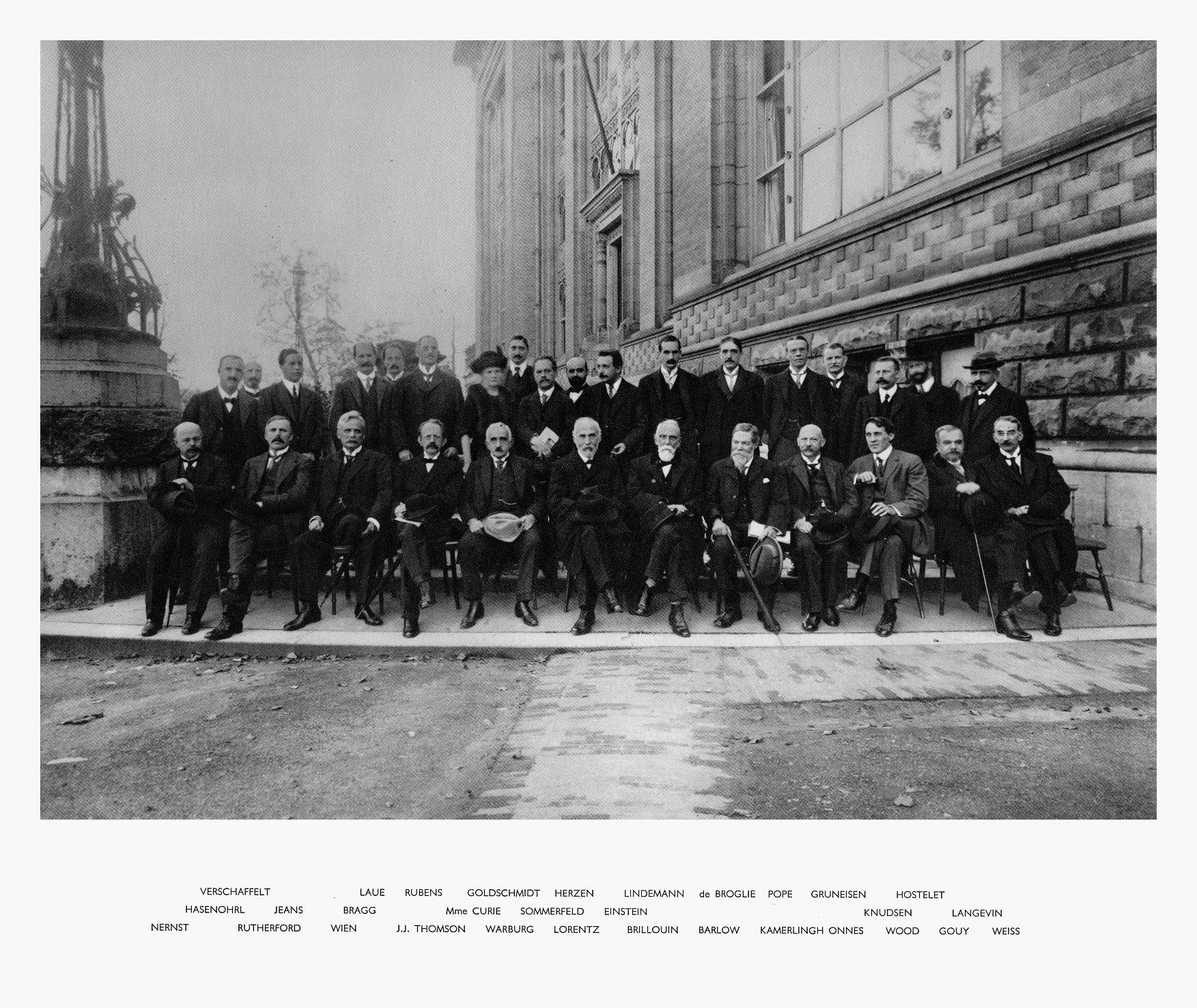
Участники Сольвеевского конгресса 1913 года (Гуи сидит второй справа)

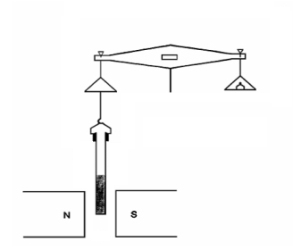
Весы Гуи для экспериментального измерения магнитной восприимчивости

Его основная научная работа была связана со следующими областями физики:
- Скорость распространения световых волн в диспергирующих средах.
- Распространение сферических волн малого радиуса.
- Дифракция света (углы дисперсии, достигающие 150°)
- Электростатика: индуктивная мощность диэлектриков
- Влияние магнитного поля на разряд в разреженных газах
- Электрические явления в капиллярах
- Пламенная фотометрия (коэффициенты излучения и поглощения окрашенного пламени)
- Броуновское движение
- Измерение магнитной восприимчивости переходных металлов (весы Гуи)